# Jogos Pan-Arábicos de 2004
Os Jogos Pan-Arábicos de 2004 foram a décima edição dos Jogos Pan-Arábicos. Realizados em Argel, na Argélia, os Jogos contaram com a participação de aproximadamente 3200 atletas de todos os 22 membros da Liga Árabe.
A Argélia pela primeira vez ficou em primeiro lugar no quadro de medalhas.

## Impasses
Alguns impasses marcaram a décima edição dos Jogos Pan-Arábicos. Primeiramente, o evento fora agendado para ser disputado em 2003, porém, devido ao terremoto ocorrido em maio daquele ano, foi necessário o adiamento dos Jogos por um ano.
Apesar do número recorde de esportes (26), pela primeira vez o torneio de futebol não foi realizado. Em contrapartida, houve a estreia dos desportos para pessoas com necessidades especiais, com quatro modalidades. A polêmica surgiu quando as medalhas conquistadas pelos paratletas foram computadas no quadro geral de madalhas, o que levou o Egito à liderança. Porém, com o protesto da Argélia, as medalhas dos atletas com deficiência foram desconsideradas e os donos da casa acabaram por liderar o medalheiro. 

## Países participantes
| - Arábia Saudita - Argélia - Comores - Djibuti - Bahrein - Egito | - Emirados Árabes Unidos - Iêmen - Iraque - Jordânia - Kuwait - Líbano | - Líbia - Marrocos - Mauritânia - Omã - Palestina | - Catar - Síria - Somália - Sudão - Tunísia |

## Modalidades

### Tradicionais
| - Atletismo - Basquetebol - Boxe - Caratê - Ciclismo - Esgrima | - Ginástica - Golfe - Halterofilismo - Hipismo - Judô - Luta olímpica | - Kick boxing - Natação - Squash - Taekwondo - Tênis | - Tênis de mesa - Tiro com arco - Vela - Voleibol - Xadrez |

### Para pessoas com necessidades especiais
- Atletismo
- Basquetebol em cadeira de rodas
- Golbol
- Tiro com arco

## Quadro de medalhas

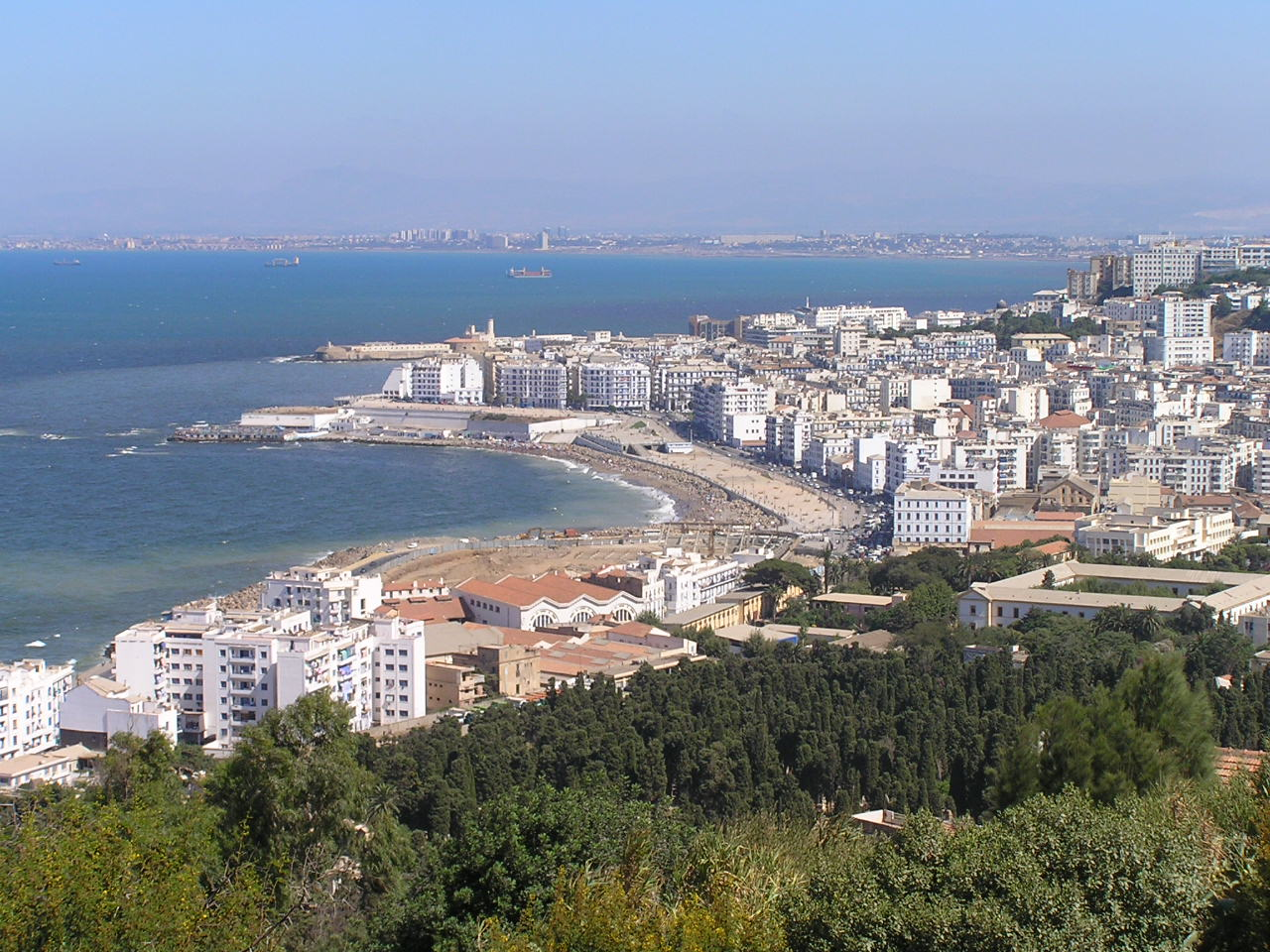
Vista de Argel, Argélia

| Ordem | País                   | Medalha de ouro | Medalha de prata | Medalha de bronze | Total |
| ----- | ---------------------- | --------------- | ---------------- | ----------------- | ----- |
| 1     | Argélia                | 91              | 89               | 87                | 171   |
| 2     | Egito                  | 81              | 52               | 49                | 127   |
| 3     | Tunísia                | 46              | 39               | 47                | 51    |
| 4     | Síria                  | 24              | 30               | 36                | 90    |
| 5     | Marrocos               | 21              | 38               | 41                | 100   |
| 6     | Arábia Saudita         | 16              | 20               | 18                | 54    |
| 7     | Iraque                 | 13              | 24               | 34                | 71    |
| 8     | Jordânia               | 11              | 19               | 31                | 61    |
| 9     | Líbia                  | 5               | 2                | 3                 | 10    |
| 10    | Emirados Árabes Unidos | 4               | 5                | 10                | 19    |
| 11    | Kuwait                 | 3               | 6                | 18                | 27    |
| 12    | Catar                  | 3               | 5                | 18                | 26    |
| 13    | Líbano                 | 3               | 3                | 5                 | 11    |
| 14    | Iêmen                  | 3               | 1                | 4                 | 8     |
| 15    | Sudão                  | 2               | 6                | 3                 | 11    |
| 16    | Bahrein                | 2               | 1                | 3                 | 6     |
| 17    | Palestina              | 0               | 1                | 1                 | 2     |
| 18    | Omã                    | 0               | 1                | 0                 | 1     |